# Ричардс (остров)
Ричардс (англ. Richards Island) — остров в дельте реки Маккензи (Северо-Западные территории, Канада) в месте её впадения в море Бофорта. Территория острова ограничена с севера заливам Кугмаллит и Маккензи моря Бофорта, а с востока, юга и севера — рукавами дельты Маккензи (соответственно Восточным, Харри и Средним). Площадь 2165 км², длина береговой линии 486 км, постоянное население отсутствует. Назван участниками 2-й экспедиции Франклина (1826) в честь управляющего банка Англии Джона Бейкера Ричардса.
Рельеф низменный, высоты в основном ниже 50 м над уровнем моря. Располагаясь севернее границы леса, покрыт холмистой тундрой, под поверхностью залегает многолетняя мерзлота толщей до 400 м вглубь земли. Около 1200 небольших озёр (наиболее распространена площадь от 3,2 до 5,6 га, крупнейшее — 2100 га) занимают примерно четверть территории острова, другие характерные формы рельефа — пинго и ретрогрессивные оползни таяния. Северная береговая линия сильно изрезана в результате соединения тундровых озёр с морем. Характерная растительность — низкие кустарнички на возвышенных участках, вересковые и мхи на торфяниках, осока и ива в прибрежных низинах. Остров представляет собой важную часть ареала медведей гризли, на нём останавливаются многие виды перелётных птиц, в прибрежных водах в больших количествах водятся белухи.
В связи c близостью северного побережья острова к паковому льду моря Бофорта с севера на юг наблюдается сильно выраженный температурный градиент: если у северного побережья в период с 1996 по 2000 год среднегодовая сумма активных температур выше точки замерзания составляла около 700, то у южной оконечности острова — около 1100. Среднегодовая температура в регионе −10,5 °C.